# Cecilia Bolocco
Cecilia Bolocco (sinh ngày 19 tháng 5 năm 1965) là một phóng viên truyền hình và cựu Hoa hậu Hoàn vũ người Chile.
Cecilia Bolocco sinh ra và lớn lên tại thủ đô Santiago của Chile. Vào ngày 20 tháng 4 năm 1987, bà đăng quang danh hiệu Hoa hậu Chile và được quyền đại diện cho nước này tham dự cuộc thi Hoa hậu Hoàn vũ cùng năm. Tại cuộc thi Hoa hậu Hoàn vũ 1987 được tổ chức tại Singapore, Cecilia đã xuất sắc đánh bại 67 thí sinh khác để trở thành người phụ nữ Chile đầu tiên nắm giữ danh hiệu Hoa hậu Hoàn vũ.
Sau khi hết nhiệm kỳ hoa hậu của mình, Cecilia trở thành một phóng viên truyền hình nổi tiếng cho nhiều đài truyền hình khác nhau tại Mỹ, Chile và một số quốc gia khác. Năm 2001, bà gây xôn xao dư luận khi kết hôn với cựu tổng thống Argentina Carlos Menem. Tuy nhiên sau đó không lâu, hai người đã chia tay. Vào tháng 5 năm 2007, những bức ảnh chụp Cecilia Bolocco với một nam vũ công khỏa thân người Ý bị phát tán.